# El somni de Jacob
El somni de Jacob és una pintura a l'oli sobre llenç del pintor barroc valencià Josep de Ribera (1591-1652). Mesura 179 centímetres d'alt per 127 centímetres d'ample. Data de l'any 1639 i es troba en l'actualitat exposat al Museu del Prado de Madrid.

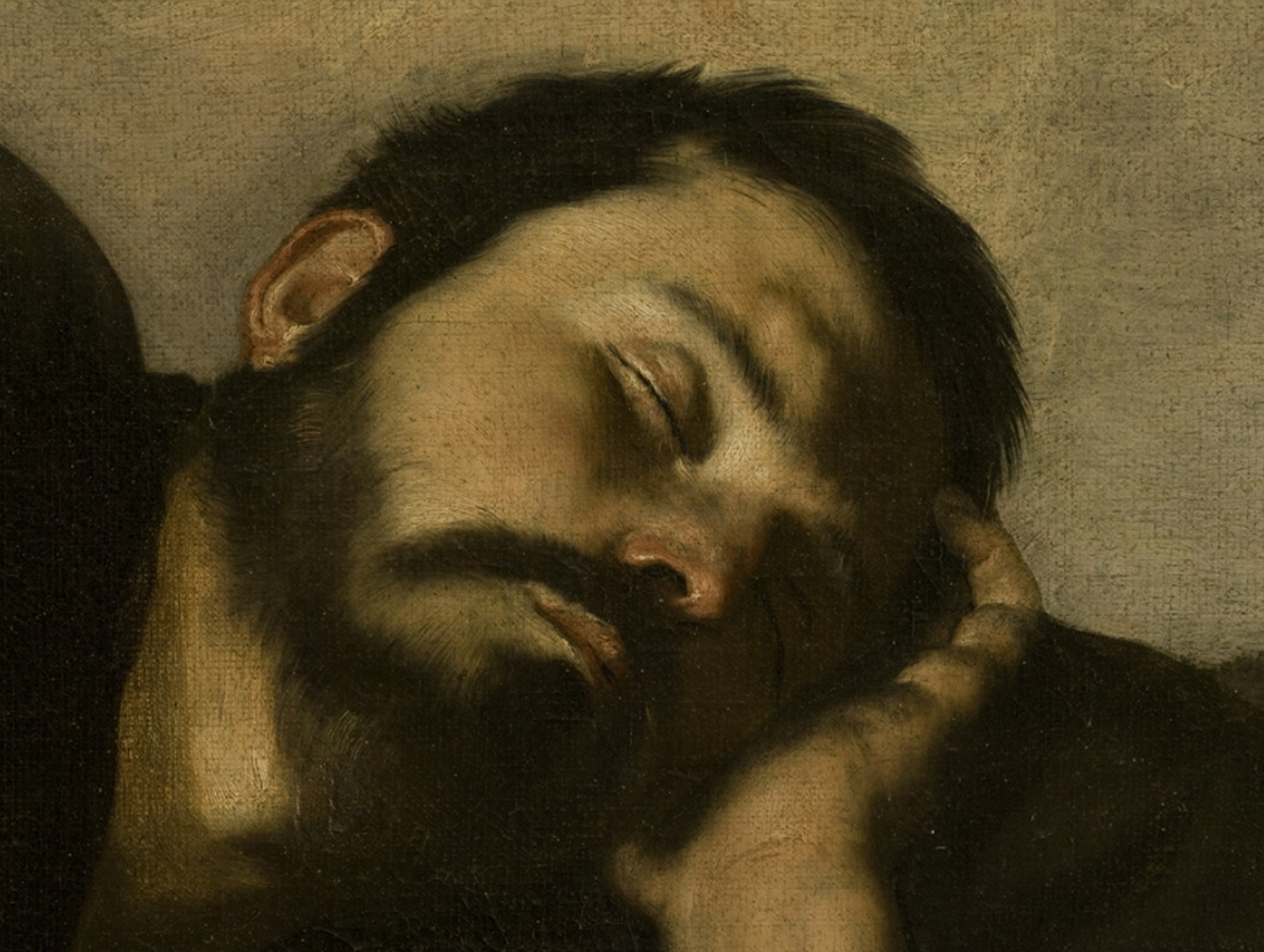
Detall de la cara de Jacob

Pertany a l'escola espanyola del segle xvii i representa un episodi que apareix a l'Antic Testament: Jacob s'adorm i se li apareix una escala per on pugen i baixen àngels. Aquesta escala se sol entendre com un símbol de la vida contemplativa, segons la interpretació benedictina.
Al llarg del segle xvii són freqüents les versions d'aquest episodi amb l'escala, però Ribera sembla insistir en la humanitat del Pastor. La seva versió és molt naturalista en representar el protagonista, però introdueix un toc de fantasia en la visió esfumada dels àngels que pugen i baixen. Potser per aquest detall i per la gamma de color daurada, el quadre s'atribuïa antigament a Bartolomé Esteban Murillo, raó per la qual va ser adquirit per la reina Isabel Farnese.